# プリース・デヴァルー (第10代ヘレフォード子爵)
第10代ヘレフォード子爵プリース・デヴァルー（英語: Price Devereux, 10th Viscount Hereford、1694年6月9日 – 1748年7月29日）は、イギリスの政治家、貴族。

## 生涯
第9代ヘレフォード子爵プリース・デヴァルーとメアリー・サンズ（Mary Sandys、1729年1月14日没、サミュエル・サンズの娘）の息子として、1694年6月9日に生まれた。1711年11月19日、オックスフォード大学ベリオール・カレッジに入学した。
1719年1月、トーリー党の一員として第3代準男爵サー・ワトキン・ウィリアムズ＝ウィンの後援を受けてモンゴメリーシャー選挙区で当選、以降1740年10月3日に父の死去によりヘレフォード子爵の爵位を継承するまで常に与党の一員として投票した。1727年イギリス総選挙では父の影響力によりオーフォード選挙区でも当選したが、モンゴメリーシャー選挙区の代表として庶民院議員を務めることを選択した。
1718年から1720年までブレックノックシャー州長官を務めた。
1748年7月29日に死去、叔父ヴォーン（Vaughan、1700年没）の孫エドワードが爵位を継承した。

## 家族
1721年1月3日、エリザベス・マーティン（Elizabeth Martin、1735年8月26日没、レスター・アーティンの娘）と結婚した。エリザベスの母アンが第8代ヘレフォード子爵エドワード・デヴァルーの姉妹だったため、第10代ヘレフォード子爵夫婦は9等親という遠戚だった。
1740年7月30日、エレノア・プリース（Eleanor Price、1763年6月13日没、ウィリアム・プリースの娘）と再婚した。